# Wschodni okręg wyborczy w Luksemburgu
Wschodni okręg wyborczy w Luksemburgu – jeden z 4 okręgów wyborczych w Luksemburgu, obejmujący wschodnią część kraju. Obejmuje kantony: Echternach, Grevenmacher oraz Remich.

## Wybory parlamentarne 2004

### Skrót wyników
|  | Partia                                                   | Głosy   | % głosów | Mandaty |
|  | Chrześcijańsko-Społeczna Partia Ludowa                   | 64 386  | 38,6%    | 3       |
|  | Partia Demokratyczna                                     | 31 799  | 19,1%    | 1       |
|  | Luksemburska Socjalistyczna Partia Robotnicza            | 27 535  | 16,5%    | 1       |
|  | Komitet Akcji na Rzecz Demokracji i Sprawiedliwości Płac | 20 593  | 12,3%    | 1       |
|  | Zieloni                                                  | 20 191  | 12,1%    | 1       |
|  | Lewica                                                   | 2 179   | 1,3%     | -       |
|  | Razem                                                    | 166 683 | -        | 7       |

### Deputowani z tego okręgu
Chrześcijańsko-Społeczna Partia Ludowa
- Fernand Boden
- Lucien Clement
- Octavie Modert

Partia Demokratyczna
- Carlo Wagner

Luksemburska Socjalistyczna Partia Robotnicza
- Jos Scheuer

Komitet Akcji na Rzecz Demokracji i Sprawiedliwości Płac
- Robert Mehlen

Zieloni
- Henri Kox

## Wybory parlamentarne 1999

### Skrót wyników
|  | Partia                                                   | Głosy   | % głosów | Mandaty |
|  | Chrześcijańsko-Społeczna Partia Ludowa                   | 48 767  | 32,4%    | 3       |
|  | Partia Demokratyczna                                     | 36 935  | 24,6%    | 2       |
|  | Luksemburska Socjalistyczna Partia Robotnicza            | 27 037  | 18,0%    | 1       |
|  | Komitet Akcji na Rzecz Demokracji i Sprawiedliwości Płac | 20 403  | 13,6%    | 1       |
|  | Zieloni                                                  | 13 007  | 8,6%     | -       |
|  | Lewica                                                   | 2 458   | 1,6%     | -       |
|  | Sojusz Zielony i Liberalny                               | 1 680   | 1,1%     | -       |
|  | Razem                                                    | 150 287 | -        | 7       |

### Deputowani z tego okręgu
Chrześcijańsko-Społeczna Partia Ludowa
- Fernand Boden
- Lucien Clement
- Marie-Josée Meyers-Frank

Partia Demokratyczna
- Maggy Nagel
- Carlo Wagner

Komitet Akcji na Rzecz Demokracji i Sprawiedliwości Płac
- Jacques-Yves Henckes

Luksemburska Socjalistyczna Partia Robotnicza
- Jos Scheuer